# Hitonari Tsuji

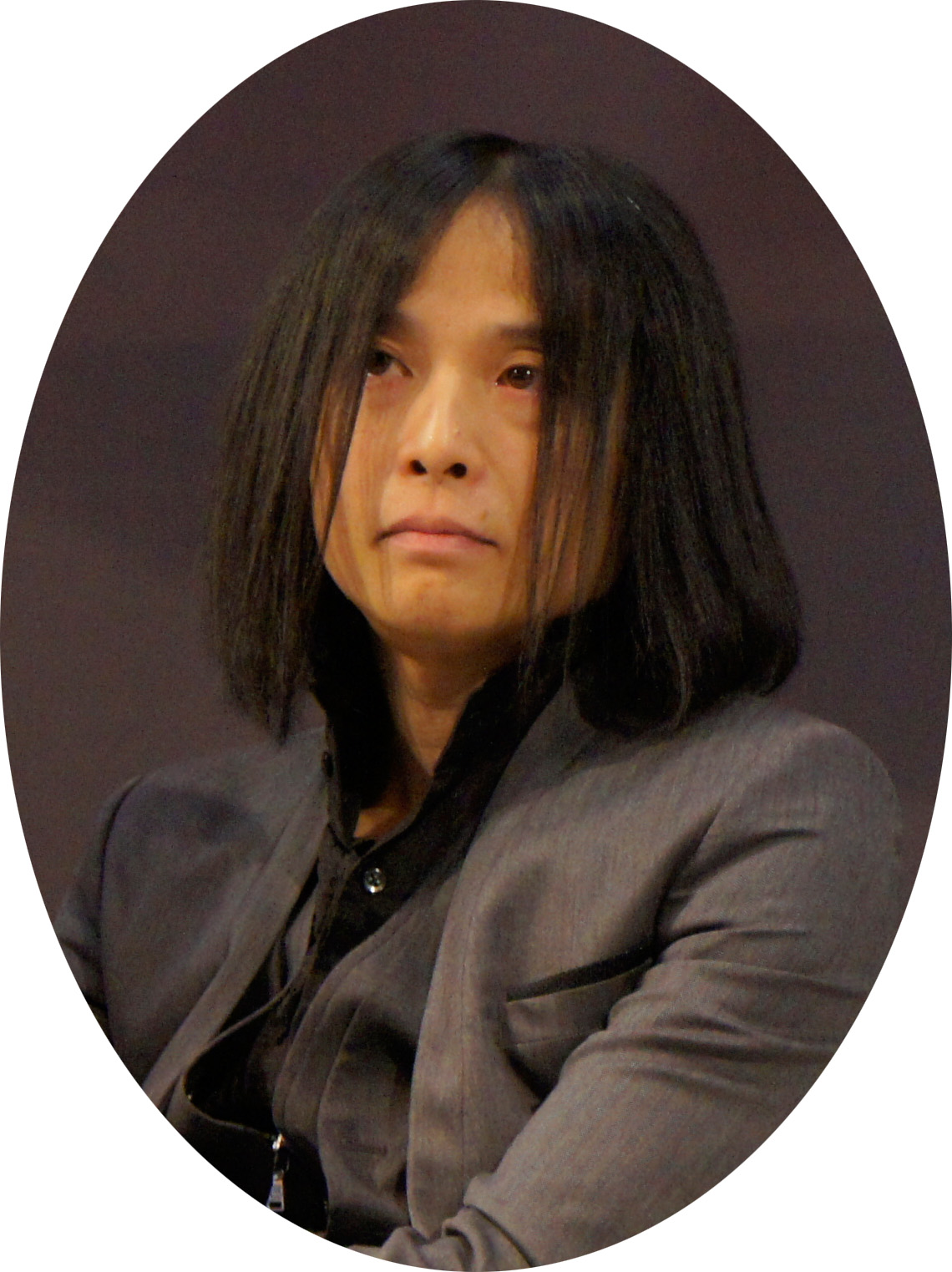
Hitonari Tsuji (2012)

Hitonari „Jinsei“ Tsuji (jap. 辻 仁成, Tsuji Hitonari oder Tsuji Jinsei; * 4. Oktober 1959 in Hino, Präfektur Tokio) ist ein japanischer Schriftsteller, Musiker, Fotograf und Filmregisseur.

## Leben und Wirken
Für seine Romane wurde Hitonari Tsuji unter anderem 1997 mit dem Akutagawa-Preis, der wichtigsten japanischen Literaturauszeichnung, sowie 1999 mit dem französischen Prix Femina Étranger (für den Roman „Le Bouddha blanc“, 白仏, Hakubutsu) ausgezeichnet. Als Rocksänger wurde Tsuji als Frontman der Gruppe „Echoes“ bekannt. Sein Debüt als Schriftsteller gab er 1989.
Zu seinen Filmen, die unter anderem bei den Filmfestspielen in Venedig und Berlin (2001) zu sehen waren, gehören „Hotoke“ (ほとけ, 2001) und „Filament“ (フィラメント, 2001). Auf Deutsch erschienen bislang seine Romane „Warten auf die Sonne“ und „Der weiße Buddha“.
Tsuji war mit der Schauspielerin Miho Nakayama verheiratet und lebte ab 2003 mit ihr und dem gemeinsamen Sohn Juto in Paris. Später ließen sie sich scheiden. Nakayama starb im Dezember 2024.

## Literarische Werke in deutscher Übersetzung
- Warten auf die Sonne (太陽待ち, Taiyō Machi), Piper, München 2006, ISBN 3-492-04865-X.
- Der weiße Buddha (白仏, Hakubutsu), Piper, München 2008, ISBN 978-3-492-04864-4.